# Mesnard-la-Barotière
Mesnard-la-Barotière är en kommun i departementet Vendée i regionen Pays de la Loire i västra Frankrike. Kommunen ligger i kantonen Les Herbiers som tillhör arrondissementet La Roche-sur-Yon. År 2022 hade Mesnard-la-Barotière 1 560 invånare.

## Befolkningsutveckling
Antalet invånare i kommunen Mesnard-la-Barotière
| Referens: INSEE |